# Tostrup & Mathiesen
Tostrup & Mathiesen var ett av Nordens största timmerföretag under 1800-talet, och hade huvudkontor i Paris. Företaget grundades 1842 av Christopher Henrik Holfeldt Tostrup (1804–1881, som var morfar till konstsamlaren Christopher de Paus) och Mogens Mathiesen (1799–1875). 1892 såldes hela företaget till släkten Mathiesen, och ändrade namn till Mathiesen Eidsvold Værk, numera Moelven Industrier.